# Taurus (phim)
Taurus (tiếng Nga: Телец) là phần thứ hai trong loạt phim về các nhà độc tài thế kỷ XX của đạo diễn Aleksandr Sokurov, ra mắt lần đầu năm 2001.

## Diễn viên
- Leonid Mozgovoy... Lenin
- Maria Kuznetsova... Nadezhda Krupskaya
- Sergey Razhuk... Stalin
- Natalia Nikulenko... chị gái của Lenin
- Lev Eliseyev... bác sĩ